# Всеволод Роборовски
Всеволод Иванович Роборовски (на руски: Всеволод Иванович Роборовский) е руски пътешественик, географ, изследовател на Централна Азия.

## Ранни години (1856 – 1878)
Роден е на 9 май 1856 година в Петербург, Русия, в небогато дворянско семейство. През лятото заедно с родителите си прекарва в родословното си имение в Тверска губерния и още тогава са заражда интереса му към природата – събира хербарии, прави колекции от насекоми и др. Като гимназист страстта към природата още повече се засилва: „Географията още от малък ми беше любим предмет“ – казва по-късно Роборовски. Втори любим предмет му е рисуването. Чете с удоволствие описания на пътешествия и особено тези на Николай Пржевалски.
След завършване на юнкерското училище Роборовски се среща с Фьодор Леонтиевич Еклон, помощник на Пржевалски и негов спътник. Еклон му описва прекрасния живот на пътешественик и Роборовски го моли да го запознае с Пржевалски. Срещата се провежда, великия пътешественик е очарован от младежа и го вписва в списъка на участниците в своята Първа Тибетска експедиция (1879 – 1880).

## Експедиционна дейност (1879 – 1895)

### Участие в експедициите на Пржевалски (1879 – 1880 и 1883 – 1885)
Участието в експедицията на Пржевалски през 1879 – 1880 е голяма школа за бъдещия пътешественик. Натоварен е с ботаническите изследвания (събира 12 хил. растения от 1500 вида) и зарисовките на събираните колекции. И с първата и с втората задача Роборовски се справя успешно и когато през 1883 излиза книгата на Пржевалски за това пътешествие, рисунките в нея са дело на Роборовски. Неговият труд е оценен високо от Руското географско дружество и му е присъден малък златен медал.
В следващото пътешествие на Пржевалски през 1883 – 1885, Роборовски вече участва като старши помощник-началник на експедицията, а молива и планшета е заменен с фотоапарат. След завръщането си от пътешествието по съвет на Пржевалски Роборовски постъпва в Генералщабната академия, която завършва с отличие.

### Участие в експедицията на Михаил Певцов (1889 – 1890)
Роборовски заедно с Михаил Певцов и Пьотър Козлов е включен в 5-ата експедиция на Пржевалски, но след неговата смърт през 1888 начело застава Михаил Певцов и тук вече Роборовски се проявява като самостоятелен изследовател.
През март 1890 тръгва самостоятелно от селището Ния на североизток към оазиса Черчен 38°00′ с. ш. 85°30′ и. д. / 38° с. ш. 85.5° и. д.. Оттам завива на юг, изкачва се по река Черчен, пресича пустинята Кумкати и установява, че реката е граница между хребетите Алтънтаг на изток и Токуздавантаг (6303 м) на запад. Продължава на изток по реката и по десния ѝ приток река Димналик и достига до прохода Гулчандаван (4313 м, 88º и.д.), от където през април се завръща в Ния.
През май 1890 пресича Руския хребет (84º и.д.) по река Туланходжа и стига до изворите ѝ – прохода Ючжаст (Атишдаван, 4976 м). На югозапад от прохода вижда гигантския хребет Люшишан с височина до 7160 м, простиращ се между 80 – 82º и.д. и на 35º 20` с.ш. В средата на август се изкачва по река Черчен и по левия ѝ приток река Музлук, като в изворната област на последната открива хребета Музлуктаг (6025 м). Пресича хребета по река Улугсу (горното течение на Черчен) и се изкачва до изворите ѝ под връх Улугмузтаг (7723 м). Продължава на изток по северния склон на хребета Пржевалски, открива езерото Ачиккьол (37°05′ с. ш. 88°25′ и. д. / 37.083333° с. ш. 88.416667° и. д., на 4250 м) и вливащите се в него реки и завършва откриването на езерото Аягкукьол (37°33′ с. ш. 89°27′ и. д. / 37.55° с. ш. 89.45° и. д., на 3867 м) и реките от басейна му. По този начин установява размерите на котловината Култала (около 20 хил. км2), разположена на север от хребета Пржевалски. На 38º с.ш. и 89º и.д. дооткрива хребета Чиментаг, разположен на юг от Алтънтаг, а така също и планината Кумбуян.

### Самостоятелна експедиция (1893 – 1895)
През 1893 – 1895 заедно с Пьотър Козлов извършва пътешествие в Централна Азия, като посещава Източен Тяншан, Кашгария, Турфанската котловина, Наншан, Североизточен Тибет и Хамийската пустиня.
В средата на юни 1893 експедицията тръгва от Каракол на изток и покрай Тяншан достига до Турфанската падина, която изследва. От нея Роборовски продължава на изток към Хами (Пьотър Козлов следва друг маршрут), завива на юг и през източната част на пустинята Гашунска Гоби достига до Дунхуан 40°09′ с. ш. 94°40′ и. д. / 40.15° с. ш. 94.666667° и. д., в подножието на Наншан, където на 28 януари 1894 пристига и Козлов.
През 1894 двамата изследват западната част на планината Наншан. По различни маршрути през цялата 1894 двамата пресичат планината в различни места, проследяват редица междупланински долини, точно установяват протеженията и границите на отделните хребети, като оправят, а често и силно променят картите съставени от техните предшественици. През зимата на 1894 – 1895, надявайки се да достигнат на югоизток до Съчуан, при студове от -35 °C достигат на юг от езерото Кукунор до хребета Амне Мачин (6094 м, разположен на 34º с.ш. и 100º и.д.) и по скалисти дефилета го преодоляват. Там на 17 февруари 1795 Роборовски внезапно тежко заболява, и след седмица, през февруари 1895, Козлов, след като поема ръководството на експедицията поема обратно. На обратния път експедицията се завръща в Турфанската падина, продължава на северозапад, пресича пустинята Дзосотин-Елисун (45 хил. км2) и открива пустинята Коббе (46º с.ш.). В края на ноември 1895 отрядът се завръща в Зайсан. Извършени са 2670 км маршрутни топографски скици, събрани са 25 хил. растения от 1300 вида, около 30 хил. броя насекоми и са определени астрономическите координатите на 30 точки.

## Последни години (1896 – 1910)
След завръщането му от последното пътешествие заболяването му се задълбочава, но със силата на волята си той успява да завърши труда си по самостоятелното си пътешествие, след което се установява в имението си в с. Тараки, Тверска губерния, където умира на 54-годишна възраст на 5 август 1910 г.

## Съчинения
- „Труды экспедиции Русского географического общества по Центральной Азии совершенной в 1893 – 1895 г.“ (ч. 1 – 3, 1900 – 1901; 2 изд. – Путешествие в Восточный Тянь-Шань и Нань-Шань, 1949);
- „Экскурсии в сторону от путей Тибетской експедиции“ (1896, съвм. с П.К.Козлов).